# Antiblemma laranda
Antiblemma laranda är en fjärilsart som beskrevs av Druce. Antiblemma laranda ingår i släktet Antiblemma och familjen nattflyn. Inga underarter finns listade i Catalogue of Life.